# Odin (Illinois)
Odin – wieś w Stanach Zjednoczonych, w stanie Illinois, w hrabstwie Marion.